# 皮埃尔莫兰
皮埃尔莫兰（法語：Pierre-Morains，法語發音：[pjɛʁ mɔʁɛ̃]）是法国马恩省的一个市镇，位于该省中南部偏西，属于香槟沙隆区。

## 地理
皮埃尔莫兰（48°50'9"N, 4°1'20"E）面积13.44 平方千米，位于法国大東部大區马恩省，该省份为法国东北部内陆省份，北起阿登省，西北接埃纳省，西南接塞纳-马恩省，南至奥布省，东南接上马恩省，东临默兹省。
与皮埃尔莫兰接壤的市镇（或旧市镇、城区）包括：贝热尔莱韦尔蒂、克拉芒日、瓦勒德马赖、埃屈里勒勒波、特雷孔。

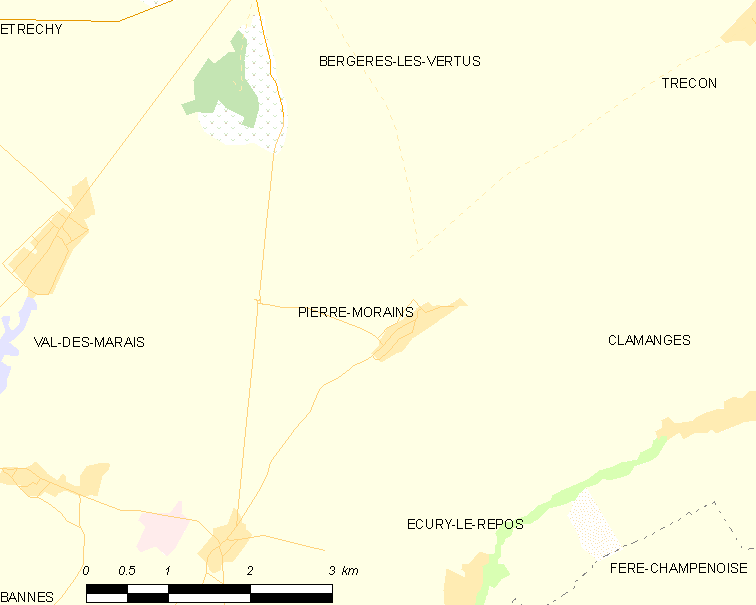
皮埃尔莫兰的OSM定位图

皮埃尔莫兰的时区为UTC+01:00、UTC+02:00（夏令时）。

## 行政
皮埃尔莫兰的邮政编码为51130，INSEE市镇编码为51430。

## 政治
皮埃尔莫兰所属的省级选区为韦尔蒂-香槟平原县。

## 人口

1962-2008年间皮埃尔莫兰人口变化图示

皮埃尔莫兰于2022年1月1日时的人口数量为92人。